# Seda de mar

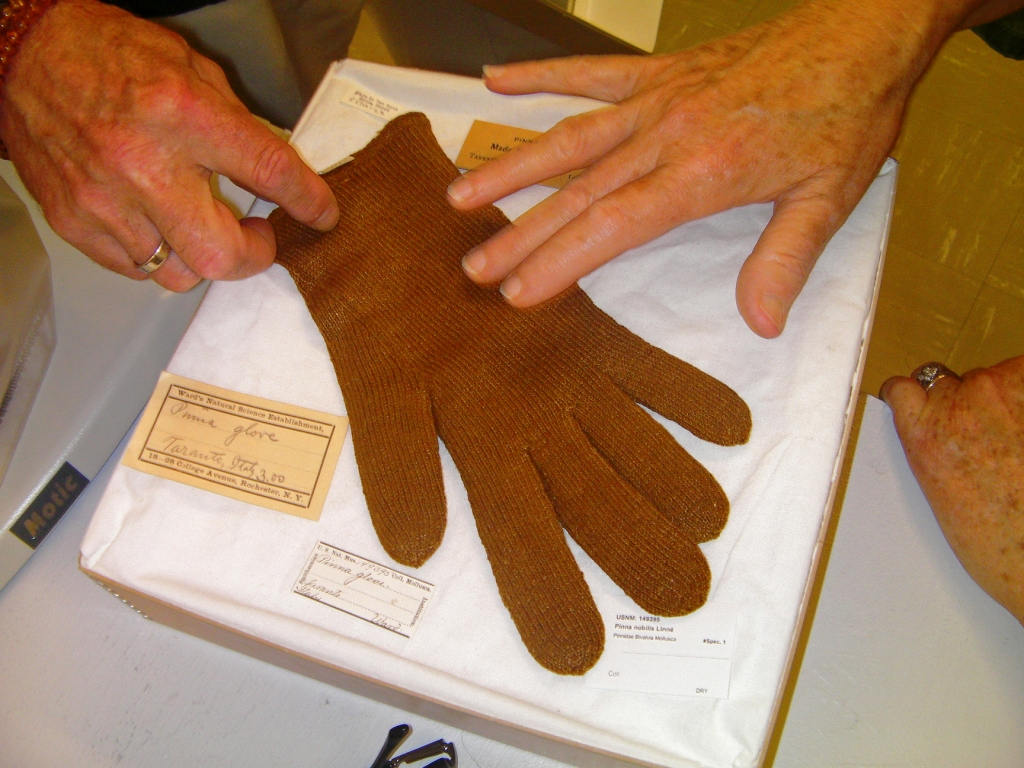
Guante hecho de seda marina, de Tarento, Italia, probablemente de finales del.

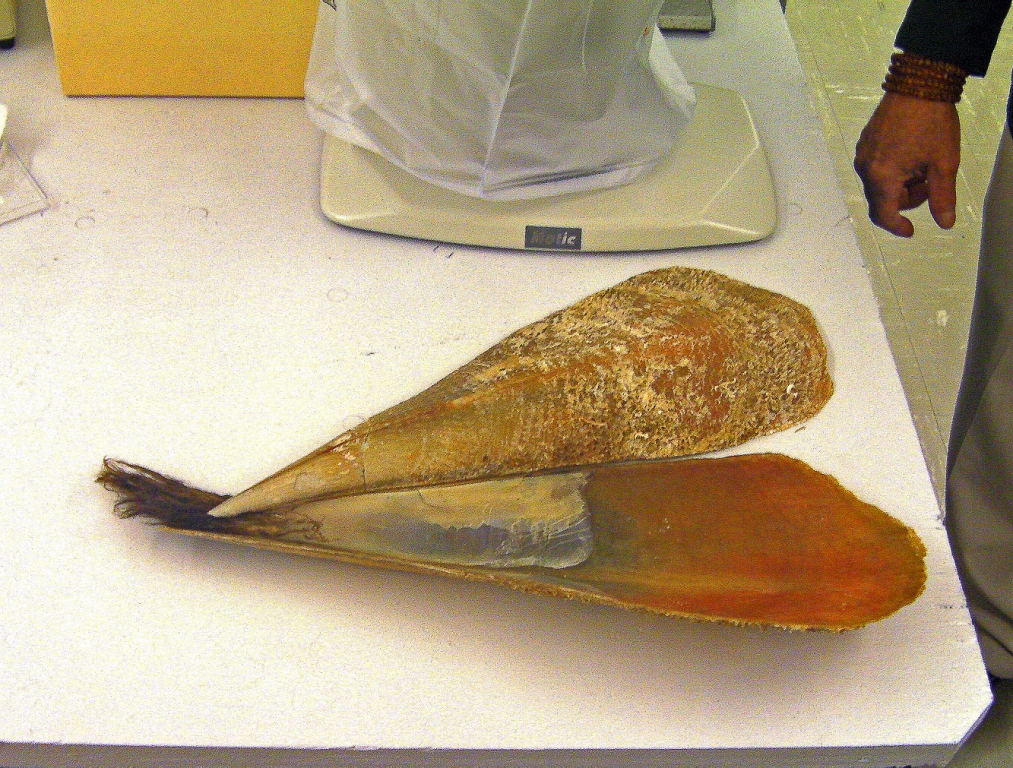
Concha de Pinna nobilis y biso.

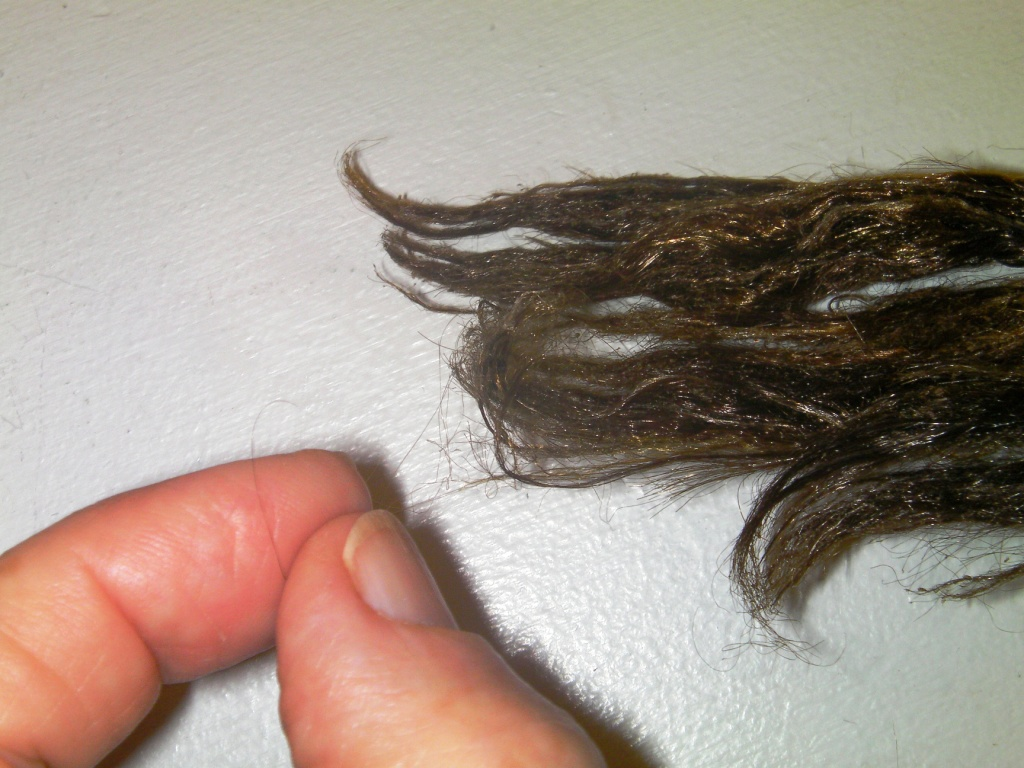
Foto que muestra lo extremadamente delgados que son los hilos de biso.

La seda de mar es un tejido extremadamente fino, raro y valioso fabricado con los largos y sedosos filamentos de biso secretados por una glándula en los pies de moluscos bivalvos (en especial del Pinna nobilis). El biso es utilizado por el animal para sujetarse al suelo marino.
La seda de mar se producía en la región del Mediterráneo de los grandes moluscos marinos bivalvos Pinna nobilis hasta principios del siglo XX. La concha, que en algunas ocasiones llega a medir hasta un metro de largo, se adhiere a las rocas de la zona intermareal con un mechón de fibras delgadas muy fuertes.
La tela producida por estos filamentos puede ser tejida y llega a ser incluso más fina que la seda. Es extremadamente liviana y cálida; sin embargo, atrae polillas, cuyas larvas se la pueden comer. Se decía que un par de guantes para mujer de este material podían entrar doblados en la mitad de una cáscara de nuez y un par de medias, en una tabaquera. Además, Pinna nobilis también es recolectada por su carne (como alimento) y ocasionalmente trae consigo perlas de aceptable calidad.

## Historia

### Egipto
El texto griego de la Piedra de Rosetta del 196 a. C. indica que Ptolomeo V redujo los impuestos a los sacerdotes, entre ellos uno que era pagado en tejido de biso, traducido normalmente como tejido fino de lino.  En las costumbres funerarias del antiguo Egipto, el tejido de biso (en realidad tejido con lino) era utilizado para envolver a las momias.

### Grecia
El escritor sofista Alcifrón habló sobre una "lana de mar" por primera vez en su carta "Galeno a Cryton" (c. siglo II).
Uno de los primeros cristianos, Tertuliano (c. 160-220), menciona la seda marina justificando su uso de un pallium en lugar de una toga.

Tampoco era suficiente peinar y coser los materiales para una túnica. También era necesario pescar para conseguir la vestimenta de uno; en búsqueda de una fibra obtenida en el mar en donde viven conchas de tamaño extraordinario con copetes de pelos musgosos.

La seda marina es una de las interpretaciones del vellocino de oro que buscaban Jasón y los Argonautas, pero hay académicos que refutan esta hipótesis.

### Imperio romano
Varias fuentes mencionan lana pinna (lana fina). El Edicto sobre Precios Máximos del 301 del Emperador Diocleciano lo incluye como un tejido valioso.
La obra Guerra Persa del historiador bizantino Procopio (c. 550), indicaba que los cinco sátrapas de Armenia que recibieron su insignia por parte del Emperador Romano recibieron chlamys hecho de lana pinna. Aparentemente solo las clases gobernantes podían vestir estos chlamys.

### Arabia
El nombre árabe para la seda de mar es ṣūf al-baḥr, en español, "lana de mar". El geógrafo persa del siglo IX Estakhri indicó que un abrigo de lana de mar costaba más de 1000 piezas de oro y habló sobre su mítico origen:

En cierto periodo del año se ve a un animal saliendo del mar y estrujándose contra ciertas piedras del litoral, donde deposita un tipo de lana de tono sedoso y color dorado. Esta lana es muy rara y altamente valorada, y no se permite que sea desperdiciada.

Dos autores del siglo XIII, Ibn al-Baitar y Zakariya al-Qazwini, repitieron esta historia de la "lana de mar".

### China
Desde la dinastía Han Oriental (25-220), historias chinas han documentado la importación de la seda marina. Los nombres chinos para este tejido incluyen "tela del oeste del mar" y "seda de sirena".
La "Breve Descripción del Wei" Weilüe, la cual era una historia no oficial del imperio Cao Wei (220-265), tiene registros de telas haixi 海西 "Oeste del mar" hechas de shuiyang 水羊 "oveja acuática".

Tienen telas brocadas finas que se dice son hechas del pelaje de 'ovejas acuáticas'. Se llama tela Haixi (egipcia). Este país produce los seis animales domésticos [tradicionalmente: caballos, vacas, ovejas, gallinas, perros y cerdos], de los cuales se dice que todos vienen del agua. Se dice que no solo utilizan la lana de la oveja, sino que también la corteza de los árboles, o la seda de gusanos de seda salvajes, para hacer el brocado, alfombras, tejidos y cortinas, todas de ellas de buena calidad, y con colores más brillantes de los que son utilizados en los países de Haidong (“Este del Mar”).

El "Libro de Han Oriental" Hou Hanshu del siglo V expresa dudas sobre las "ovejas acuáticas" en la sección de los "Productos de Dagin (el Imperio Romano)". "También tienen telas finas que algunas personas dicen son hechas de las pieles de 'ovejas acuáticas', pero que en realidad son hechas de los capullos de gusanos de seda salvajes". El historiador Fan Ye (398-445), autor del Hou Hanshu, resalta que la información de esta sección proviene del General Ban Yong  班勇 (hijo del General Ban Chao 班超, 32-102) presentado al emperador en 125. Los dos Bans administraban las regiones occidentales de la Ruta de la Seda.
El  "Libro de Tang" Tang shu de 945 menciona que la tela Haixi provenía de Folin 佛菻 "Siria", la cual Emil Bretschneider primeramente identificó como seda de Grecia. "También hay cosas tejidas de los cabellos de ovejas acuáticas, y llamados hai si pu ("cosas del mar occidental"). Observa que, "Esto es, tal vez, el biso, un tejido elaborado hasta el día de hoy en las costas del mediterráneo, especialmente en el sur de Italia, de las fibras excretadas de varias conchas marinas (Pinna squamosa en particular)."
Los "Registros de Cosas Extrañas" Shuyiji 遹異記 del siglo 6 mencionan seda teijda por Jiaoren 蛟人 jiao-hombres dragón", la cual Edward H. Schafer identifica como seda de mar.

En medio del Mar del  Sur están las casas del pueblo kău, los cuales viven en el agua como peces, pero no han dejado de tejer. Sus ojos tiene el poder de llorar, pero lo que producen son perlas.

Este tipo de seda de mar sin procesar era llamada jiaoxiao 蛟綃 "seda de sirena" o jiaonujuan 蛟女絹 "seda de mujeres sirena".

### La seda de mar en la actualidad
Pinna nobilis se ha convertido en una especie en extinción, debido en parte a la sobrepesca, la reducción de la pradera marina, y la polución. Debido a que su población se ha reducido tan dramáticamente, la una vez vibrante industria de seda de mar casi ha desaparecido, y el arte hoy en día es preservado solo por unas cuantas mujeres en la isla de Sant'Antioco cerca de Cerdeña.